# Mike Bongiorno
Mike Bongiorno, celým jménem Michael Nicholas Salvatore Bongiorno (26. května 1924 – 8. září 2009), byl americký televizní moderátor, který se proslavil v Itálii a přijal rovněž italské občanství.
Narodil se v New Yorku, ale ve 30. letech se přestěhoval do Turína (jeho otec měl sicilský původ). Za druhé světové války se stal příslušníkem italských partyzánských jednotek, byl zajat a konec války strávil v koncentračním táboře. Po osvobození se vrátil do New Yorku, kde připravoval italo-americké rozhlasové vysílání. Do Itálie se vrátil v roce 1953 a stál u počátků italského televizního vysílání – byl na obrazovce v historický první den televizního vysílání v Itálii, v pořadu Arrivi e partenze na vzniklé RAI. Roku 1955 začal moderovat svůj první televizní kvíz a stal se nekorunovaným králem tohoto televizního žánru v Itálii (nejslavnějším z mnoha byl pořad Rischiatutto (verze amerických Jeopardy!, formátu v českých zemích známých jako Risk a Riskuj) vysílaný v letech 1970–1974. V 60. letech již byl celonárodní celebritou a jako takový roku 1963 uváděl první ročník hudebního festivalu Sanremo. Zlom v jeho životě nastal s nástupem komerčních televizí, jako jedna z prvních hvězd veřejnoprávní televize přijal nabídku mediálního magnáta Silvia Berlusconiho na přestup do jeho komerční televize Tele Milano (později přejmenované na Canale 5). I zde moderoval mnoho úspěšných soutěží. Roku 2009 opustil Berlusconiho impérium Mediaset a podepsal smlouvu se SKY Italia, krátce na to však zemřel na srdeční infarkt. Jeho popularita v Itálii byla mimořádná, čehož důkazem je, že se roku 2010 probojoval do padesátky nejvýznamnějších Italů historie v anketě Největší Ital všech dob (italská verze Great Britons).